# Тийм ЮС Ф1
Team US F1 (съкращение от английски език: Team United States Formula One) е американски проект за тим, който да участва Формула 1 - в световния шампионат на ФИА. Екипът трябва да направи дебют в първия старт за сезон 2010.
Team US F1, въпреки своя неголям за формула 1 бюджет, планира сам да построи своя болид с който да участват в предстоящия шампионат. Екипа смята да се появи под логото „Произведено в САЩ“ (на английски език - Made in USA), въпреки че през годините има няколко примера за екипи които планират да направят подобно нещо, но неуспешно. Болида ще бъде проектиран и построен в град Шарлът, Северна Каролина. Европейската база на екипа ще бъде разположена в Аскойтиа, Испания, на база на екипа Epsilon Euskadi, участващ в Световните серии „Рено“.
Ръководството на екипа иска, пилоти на екипа да бъдат американци, въпреки че вече се появяват слухове за преговори с бившия четирикратен шампион от Чемпкар и бивш пилот на Скудериа Торо Росо - Себастиан Бурде. Други най-вероятни пилоти за екипа са синът на бившия Световен шампион от Формула 1 Марио Андрети - Марко Андретти и Кайл Буш. В пресата също така се появяват информации за преговори с Даника Патрик.
Екипа е представен официално на 24 февруари 2009 година в ефира на американската телевизия SpeedTV. В скоро време ръководството на проекта започва переговори за доставчик на двигатели.